# Msallata
Msallata (cunoscut și ca Al Qasabat, Cussabat și El-Gusbát) este un oraș în Libia.